# Astreopora cucullata
Astreopora cucullata là một loài san hô trong họ Acroporidae. Loài này được Lamberts mô tả khoa học năm 1980.